# グレイビーソース

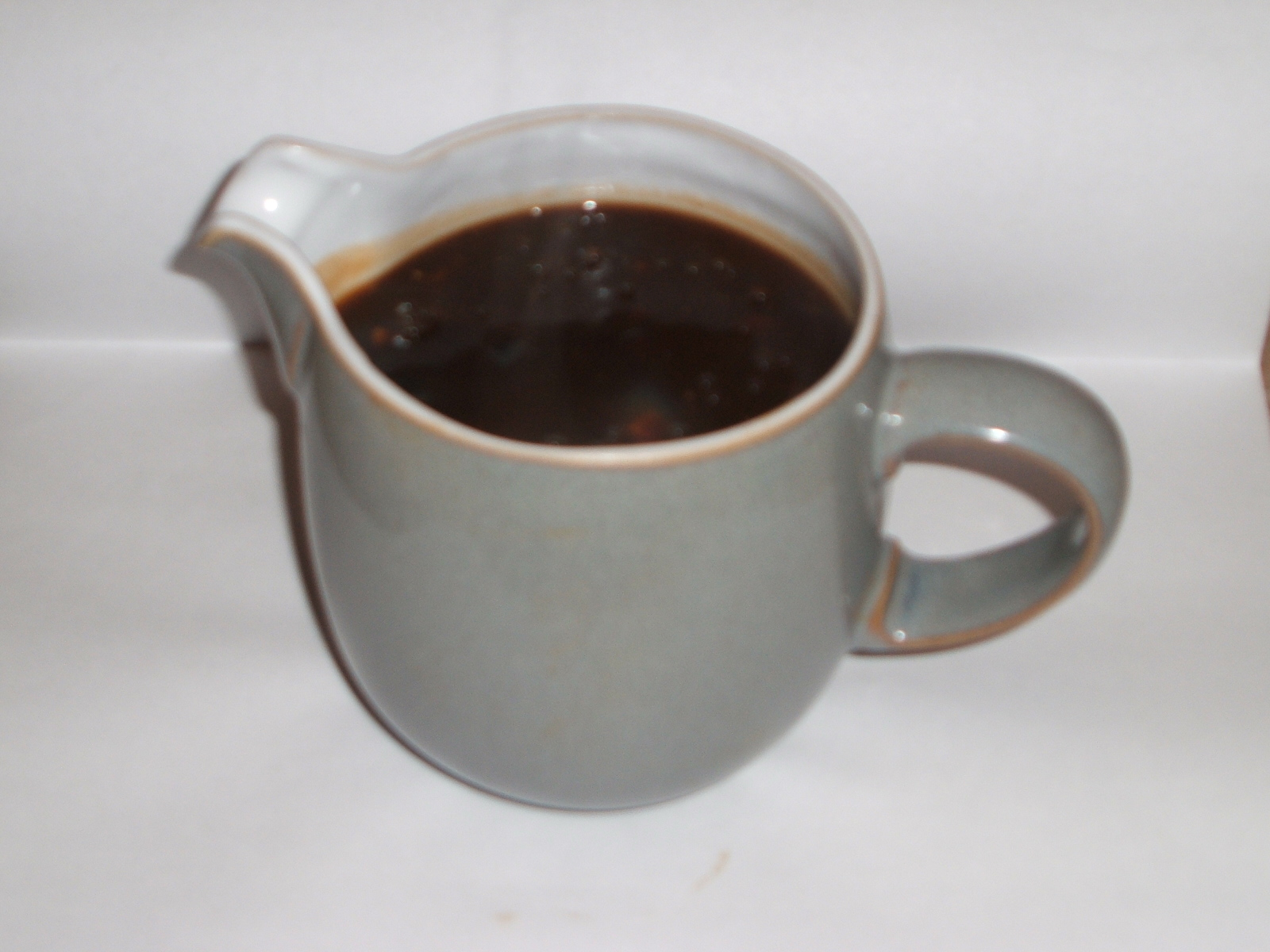
グレイビーソース

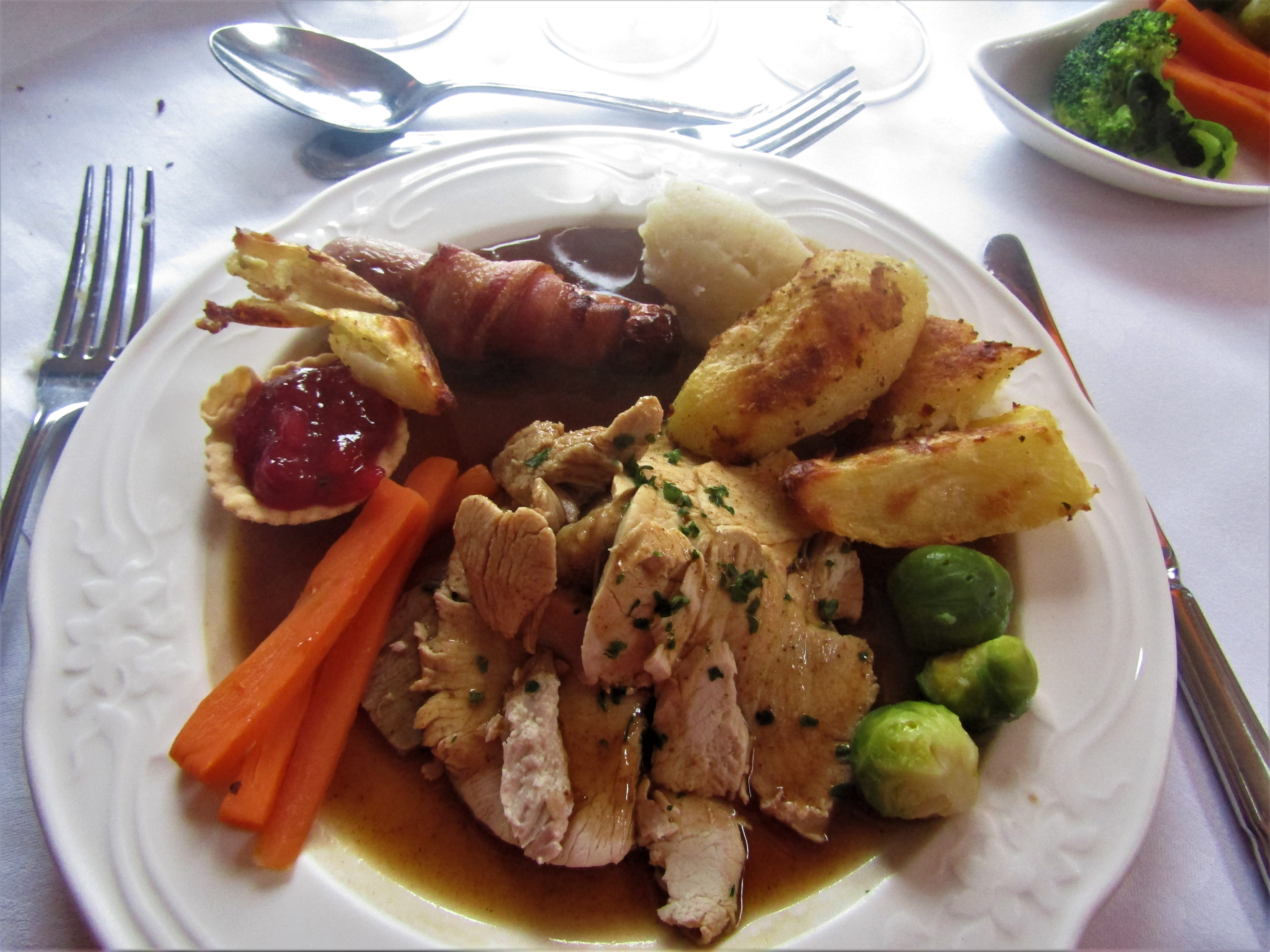
グレイビーソースがかかった料理

グレイビーソース（英: gravy）は、調理された食肉から出る肉汁（jus de viande）を元に作られるソースである。
gravyとは第一義的には肉汁そのもののことである。gravy sauceという表現は英語圏でも見られるが、gravy自体に「肉汁（gravy）から作るソース」という意味もある。

## 製法
18世紀のイギリス料理に関するテキストではグレイビーを基本的なソースとして紹介しているが、「多少の肉とタマネギ、スパイス類を茶色くなるまで炒めて小麦粉と水を加えて煮込む」という今日のブラウンソースのようなものだった。
今日グレイビーソースとして一般的なのは、ローストやソテーなどを作った後、残った肉汁を一旦取り出し、焦げの付いた鍋やフライパンにワインや水、ビール、ストックを加えデグラッセする。そこに軽く炒めた小麦粉（ルー）や片栗粉と肉汁を徐々に戻し、滑らかになるようにゆっくりと、かつしっかりと混ぜる。より滑らかにするために牛乳や生クリーム、それに野菜ジュースを足す場合もある。また小さく刻んだ調理済みの肉を戻し、ソースの風味を増すように仕上げることもある。グレイビーソースは食べる直前に作るソースのため、あまり長時間は煮込まない。
日本の洋食においては、ステーキやハンバーグ、ローストビーフなどのドリップにトマトケチャップやウスターソースなどを合わせたものをソースとして用いる例がしばしばみられるが、これらはグレイビーソースではなくドミグラスソースの簡易版として認識されることが多い。

## 使用される料理

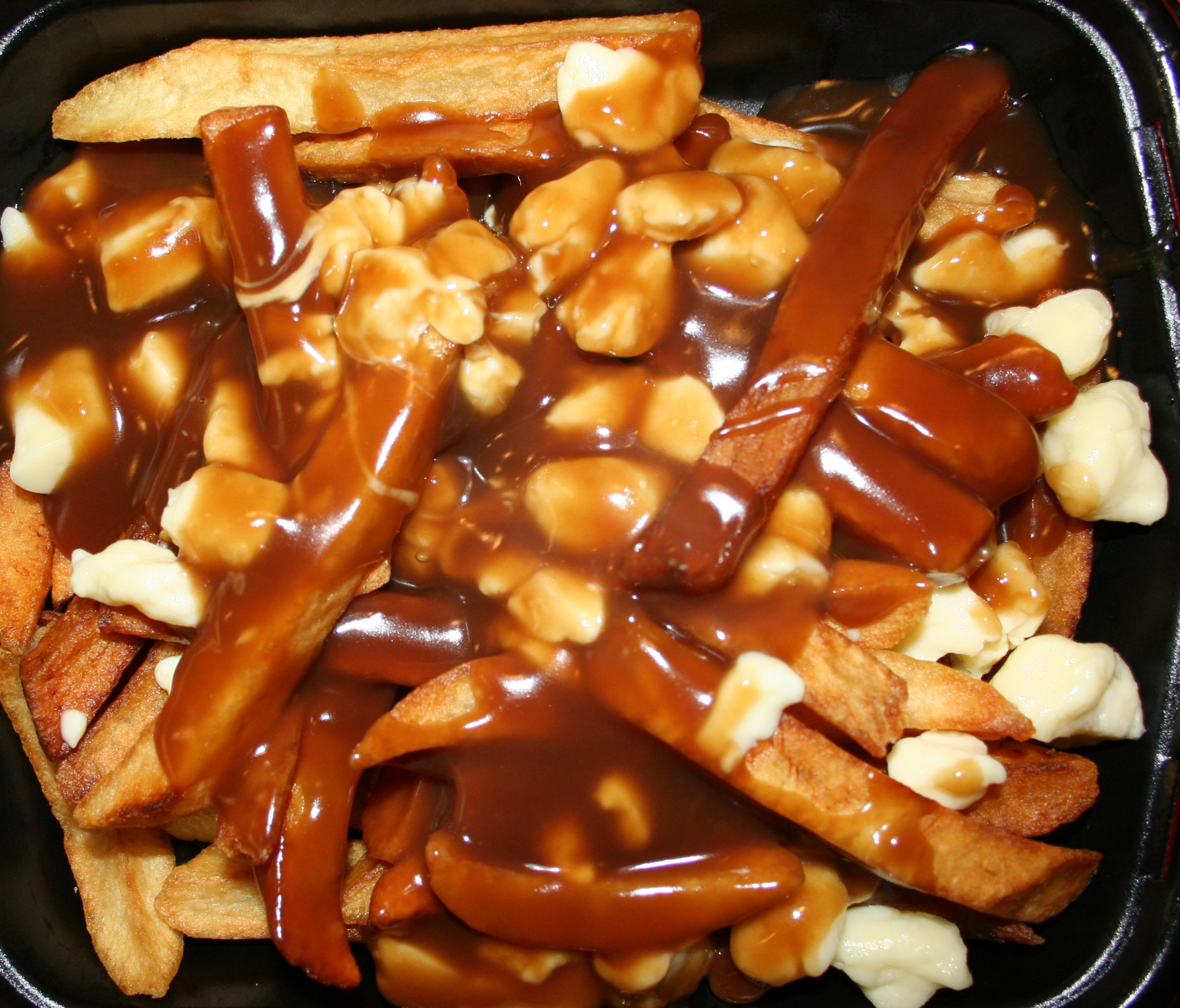
プーティン

マッシュポテトにグレイビーソースをかけたものは、アメリカ料理の定番である。ステーキやミートローフにも良く使われる。また、アメリカ風ビスケットやヨークシャープディング、ローストチキンやシチメンチョウの詰め物、ロコモコにもかけて食べられる。
カナダ料理では、フライドポテトにチーズカードとグレイビーソースを掛けたプーティンが有名。
通常、鶏肉料理には白いホワイトグレイビー、赤身の肉料理には茶色のブラウングレイビーが用いられる。野菜のみを使用した出来合のベジタリアン向けグレイビーソースも売られている。